# Johnny Wactor
 (juin 2024).
John William Wactor III, dit Johnny Wactor, né le 31 août 1986 à Charleston (Caroline du Sud) et mort le 25 mai 2024 à Los Angeles, (Californie), est un acteur américain connu pour avoir joué Brando Corbin dans la série Hôpital central et Johnny dans la série NBC Siberia. Il a également joué des rôles dans la série Army Wives et dans les films USS Indianapolis : Men of Courage et Supercell. Wactor a été tué au centre-ville de Los Angeles, à l'âge de 37 ans.

## Biographie

### Débuts
John William Wactor III est né le 31 août 1986 à Charleston, Caroline du Sud. Il a deux frères, Lance et Grant. Il a grandi à Summerville, Caroline du Sud, où il est diplômé du Summerville High School en 2004. Wactor a ensuite obtenu un baccalauréat ès sciences en administration des affaires et un baccalauréat ès arts en espagnol du Collège de Charleston en mai 2009,.

### Carrière
Wactor a déménagé à Los Angeles pour travailler comme acteur. Il a fait ses débuts à la télévision avec Army Wives. Wactor a joué Brando Corbin dans la série Hôpital central de 2020 à 2022,,. Il a également joué Johnny dans la série Siberia et a joué des rôles dans les films USS Indianapolis : Men of Courage et Supercell. Wactor a joué un rôle vocal dans le jeu vidéo Call of Duty: Vanguard.

### Vie privée et mort
Wactor était autrefois fiancé à l'actrice et réalisatrice Tessa Farrell, avec qui il sortait en 2013, mais leur relation a pris fin à la fin des années 2010. Wactor aurait ensuite fréquenté l'actrice Kaitlin Sullivan, qui a joué dans Fresh Off the Boat, mais le couple s'est ensuite séparé. Il travaillait comme barman au moment de son décès,.
Après avoir terminé un quart de barman, Wactor a été tué au coin de West Pico Boulevard et South Hope Street dans le centre-ville de Los Angeles le 25 mai 2024, lorsqu'il a rencontré trois hommes qui tentaient de voler un pot catalytique de sa Toyota Prius,. Wactor accompagnait une collègue jusqu'à sa voiture lorsqu'il a vu les hommes et aurait d'abord cru qu'ils remorquaient sa voiture. Selon son frère, une fois que Wactor a réalisé ce qui se passait, il a protégé son collègue avec son corps et a été abattu par l'un des hommes qui tentaient de voler le pot catalytique. Les trois hommes ont ensuite fui les lieux et Wactor a été transporté à l'hôpital où il a été déclaré mort,. Les funérailles de Johnny Wactor ont eu lieu à l'église baptiste de Summerville, à Summerville, Caroline du Sud, le 16 juin 2024, trois semaines après sa mort. Le 15 août 2024, quatre hommes ont été arrêtés en lien avec le meurtre de Wactor. Quatre jours plus tard, les procureurs ont inculpé deux des hommes, associés à un gang de rue de South Los Angeles, de meurtre ; les deux autres hommes ont été inculpés de chefs d'accusation moins graves.

## Filmographie

### Cinéma
| Année | Titre                            | Rôle           | Directeur(s)                 | Remarques           |
| ----- | -------------------------------- | -------------- | ---------------------------- | ------------------- |
| 2010  | The Grass Is Never Greener       | Johnny         | Alex Vivian                  | Court métrage       |
| 2010  | Lover's Speed                    | Johnny         | Candace Infuso               | Court métrage       |
| 2011  | GoldenBox                        | Tucker         | Matt MacDonald               | Court métrage       |
| 2011  | Snap Judgment                    | Orderly        | Trevor Erickson              |                     |
| 2011  | Roundhay Hall                    | Ethan          | Rob Wood                     | Court métrage       |
| 2011  | Synchronicity                    | Kevin          | Monique Thomas               | Court métrage       |
| 2012  | The Con-Artist                   | Journalist     | Luis F. Pazos                | Court métrage       |
| 2012  | The Proposal                     | Bobby          | Jason Federici               | Court métrage       |
| 2012  | Mr. and Mrs. Kill                | Eloped Husband | Doc Vidal, Ryan Kibby        | Court métrage, voix |
| 2014  | Menthol                          | John           | Micah Van Hove               |                     |
| 2014  | Ever                             | John           | Josh Beck                    |                     |
| 2014  | Life, Perfected                  | Howie          | Tyler Seiple                 | Court métrage       |
| 2015  | Flyover States                   | Mike           | Alexander Malt               | Court métrage       |
| 2015  | A Most Suitable Applicant        | Johnny Baker   | Krystal White                | Court métrage       |
| 2016  | The Interrogation                | Troy           | Michael B. Silver            | Court métrage       |
| 2016  | USS Indianapolis: Men of Courage | Connor         | Mario Van Peebles            |                     |
| 2017  | F***, Marry, Kill                | Jacob          | Scott Donovan                | Court métrage       |
| 2018  | Cold Soldiers                    | Orderly        | Nick Smith                   |                     |
| 2018  | Boy Crazy                        | Troy           | Tessa Farrell                | Court métrage       |
| 2019  | Anything for You, Abby           | Tom            | Jamin Bricker                | Court métrage       |
| 2020  | The Relic                        | Marcus         | J.M. Logan                   | Court métrage       |
| 2022  | Broken Riders                    | Moxin          | Robert Benson                | Court métrage       |
| 2023  | Trapper's Edge                   | Billy          | Johnny Hickey, Jimmy Scanlon |                     |
| 2023  | Supercell                        | Martin         | Herbert James Winterstern    |                     |
| 2024  | Dead Talk Tales: Volume 1        | Marcus         | John Vizaniaris              |                     |

### Télévision
| Année     | Titre                | Rôle                              | Remarques                                   |
| --------- | -------------------- | --------------------------------- | ------------------------------------------- |
| 2007–2009 | Army Wives           | Airman Byers, PFC Kantor, Soldier | 3 épisodes                                  |
| 2010–2016 | Hollywood Girl       | Shane Hudson                      | 8 épisodes                                  |
| 2013      | Siberia              | Johnny                            | 11 épisodes                                 |
| 2015      | Agent X              | John's Father                     | Épisode : "Truth, Lies and Consequences"    |
| 2016      | Vantastic            | Beyanna BamBam                    | 3 épisodes                                  |
| 2016      | Animal Kingdom       | MP #1                             | Épisode : "Man In"                          |
| 2017      | Training Day         | Greg                              | Épisode : "Code of Honor"                   |
| 2017      | Criminal Minds       | Trey Gordon                       | Épisode : "In the Dark"                     |
| 2017      | Sisters of the Groom | Tim                               | Téléfilm                                    |
| 2017      | Struggling Servers   | Actor                             | Épisode : "The Move"                        |
| 2017–2018 | Age Appropriate      | Jake                              | 3 épisodes                                  |
| 2018      | Disillusioned        | Jared                             | Téléfilm                                    |
| 2019      | NCIS                 | Navy Lietuenant Ross Johnson      | Épisode : "The Last Link"                   |
| 2019      | The OA               | EMT 2                             | Épisode : "Angel of Death"                  |
| 2020      | Westworld            | Gunny Thompson                    | 2 épisodes                                  |
| 2020      | The Passenger        | Horace Parker                     | 3 épisodes                                  |
| 2020–2022 | General Hospital     | Brando Corbin                     | 164 épisodes                                |
| 2023      | Station 19           | Lt. Cooper                        | Épisode : "Even Better Than the Real Thing" |
| 2023      | Barbee Rehab         | Star Trek Ken                     | 7 épisodes                                  |

### Jeu vidéo
| Année | Titre                  | Rôle                | Remarques |
| ----- | ---------------------- | ------------------- | --------- |
| 2021  | Call of Duty: Vanguard | Voix supplémentaire | Voix      |